# Ponte canale
Il ponte canale è, in idraulica, un manufatto costituito generalmente da un "ponte" sul quale scorre un corso d'acqua (canale artificiale) oppure un acquedotto, che permette di sorpassare un altro corso d'acqua oppure un dislivello.
Esempi notevoli in Italia di questo manufatto sono il sovrappasso di importanti corsi d'acqua padani quali la Dora Baltea effettuato dal Canale Cavour.

## Galleria d'immagini

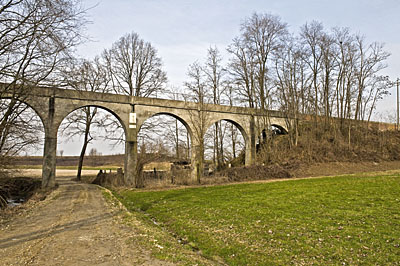
Ponte canale della Vallazza: il cavo Ricca sulla valle del Ri, a Garbagna Novarese
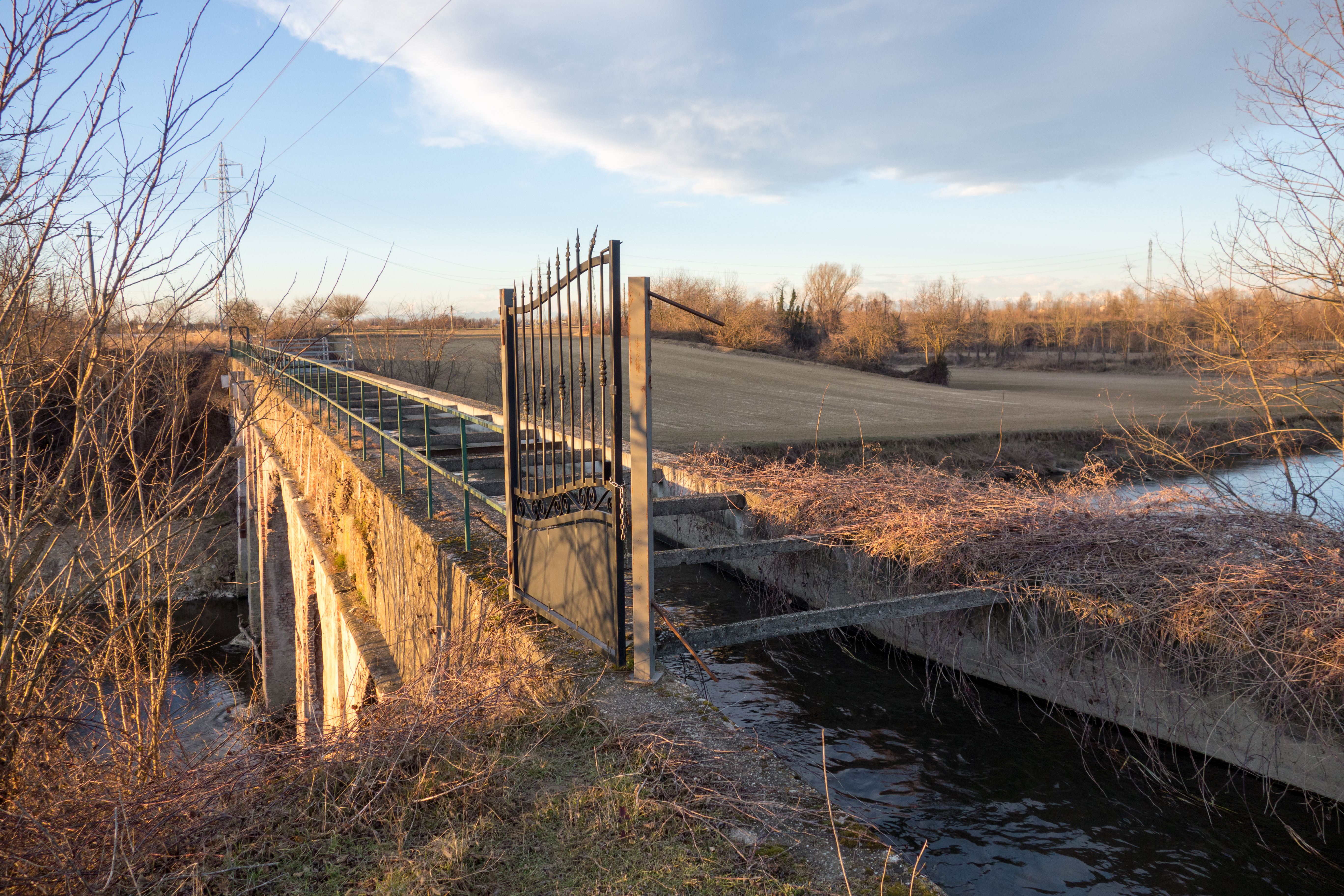
Ponte canale della roggia Bolognina sul colatore Lambro Meridionale
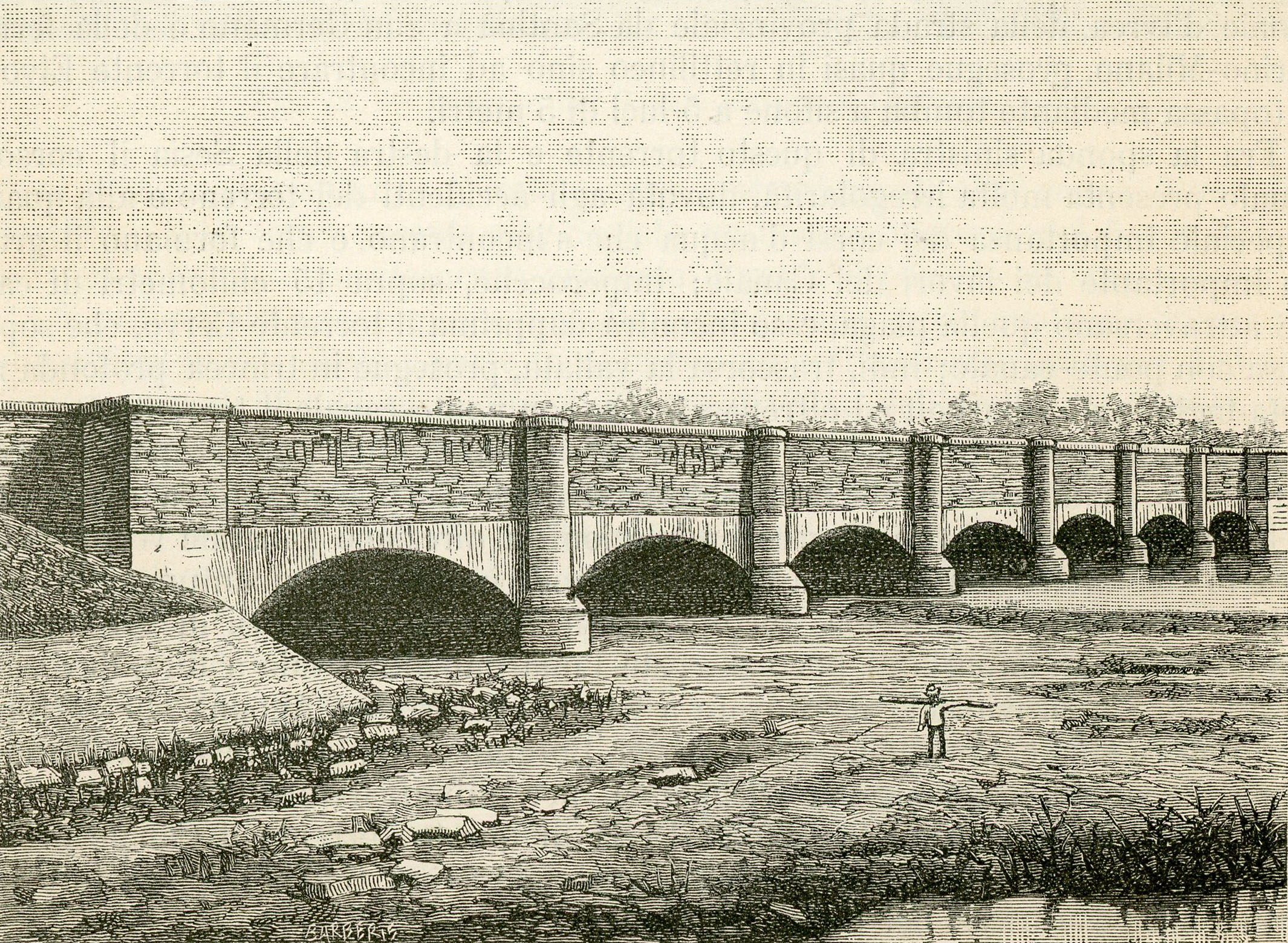
Ponte del Cervo: canale Cavour sopra il fiume Dora Baltea
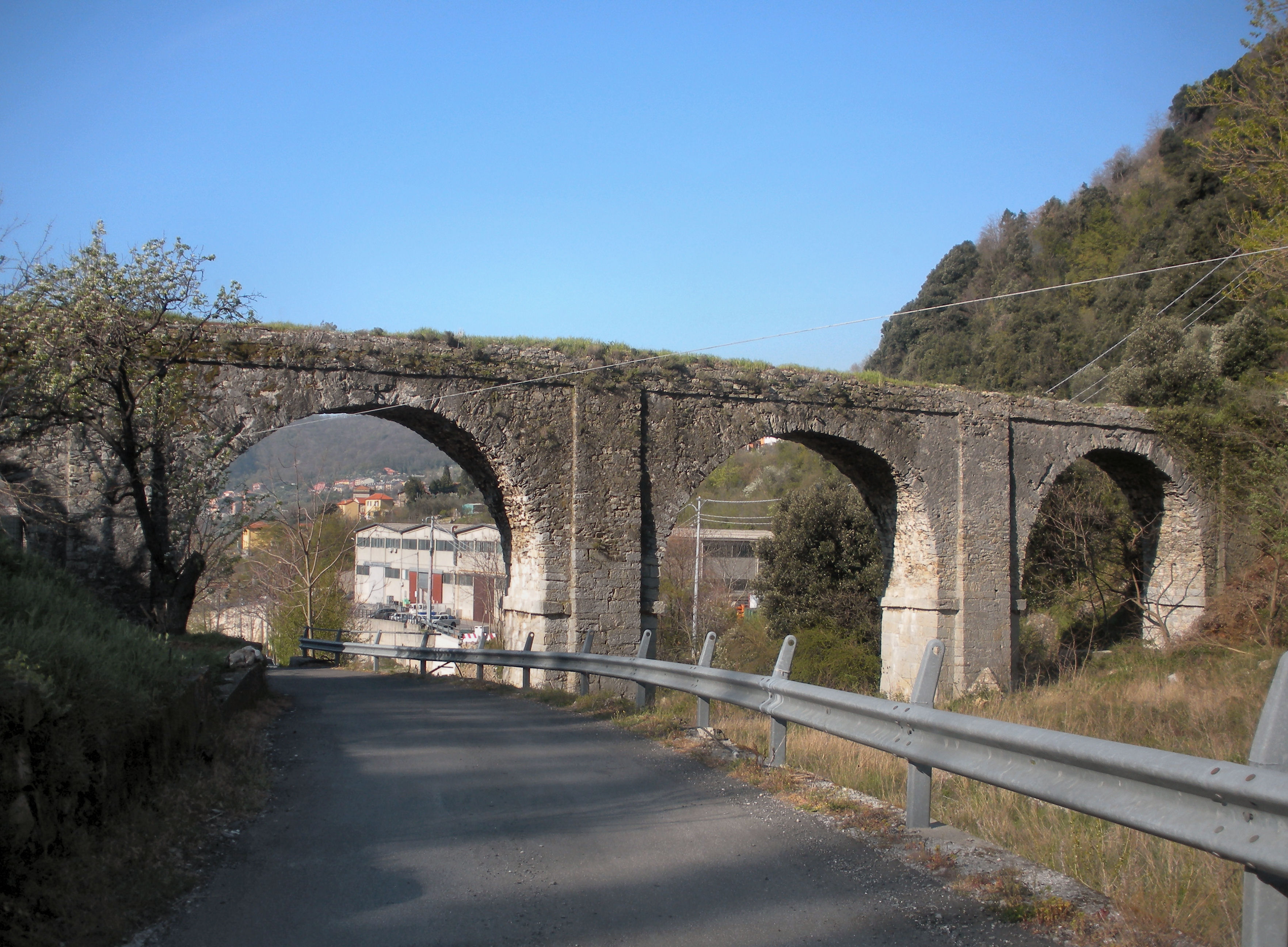
Ponte canale Geirato (GE)
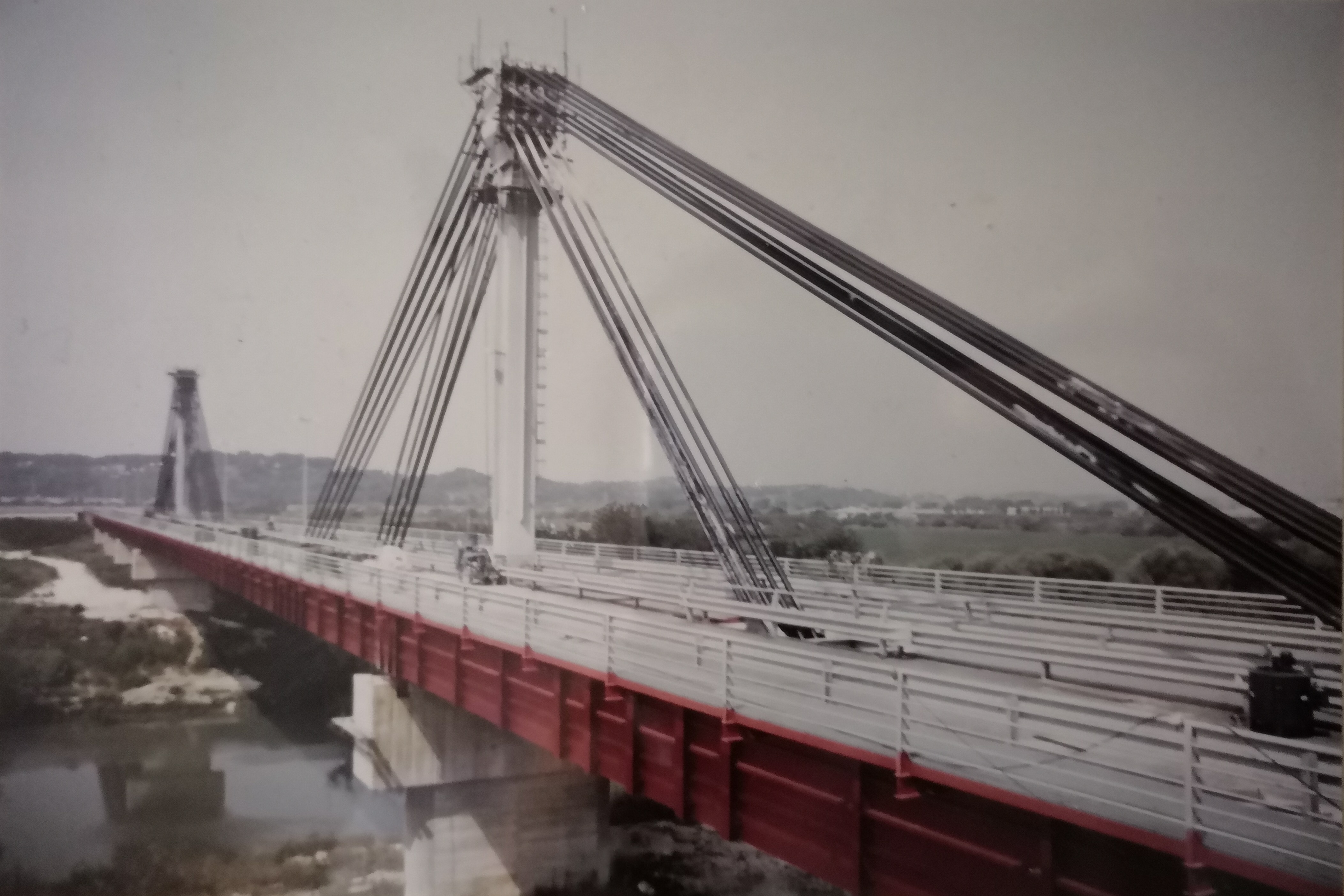
Ponte canale del fiume Tevere